# سالبادر د ساپاردیل
سالبادر د ساپاردیل (به اسپانیایی: Salvador de Zapardiel) یک شهرستان در اسپانیا است که در استان وایادولید واقع شده‌است.